# Salgótarján külső–Acélgyártelep-vasútvonal
A MÁV Salgótarján külső–Acélgyártelep-vasútvonala egy egyvágányú, nem villamosított, nagyvasúti szárnyvonal Nógrád vármegyében. 

## Jellemzői
A rövid, iparvágány-szerű vonal Salgótarján külső vasútállomásnál ágazik ki a Hatvan–Somoskőújfalu-vasútvonalból. A kiágazás után párhuzamosan halad a fővonallal, érinti Salgótarján megállóhelyet, majd a Kossuth Lajos utca magasságában északkeleti irányban lassan elfordul tőle, áthalad a Rákóczi úton, és az Acélgyári út, illetve a Salgó út mentén halad végig. 
A vonal a Salgótarjáni Kohászati Üzemeket szolgálta, számos iparvágány ágazik ki belőle, de maga a vonal is a gyár területén halad, és ott is ér véget a Salgótarjáni köztemetőnél.
A vonalon napjainkban már semmiféle forgalom nincs.